# Olympische Winterspiele 2002/Teilnehmer (Australien)
| Gelbes Symbol für Goldmedaillen mit stilisierten Olympischen Ringen | Graues Symbol für Silbermedaillen mit stilisierten Olympischen Ringen | Braundes Symbol für Bronzemedaillen mit stilisierten Olympischen Ringen |
| ------------------------------------------------------------------- | --------------------------------------------------------------------- | ----------------------------------------------------------------------- |
| 2                                                                   | —                                                                     | —                                                                       |

Australien nahm an den Olympischen Winterspielen 2002 im US-amerikanischen Salt Lake City mit 25 Sportlern, die in fünf Disziplinen antraten, teil.
Es war die 16. Teilnahme Australiens an Olympischen Winterspielen. Mit zwei gewonnenen Goldmedaillen lag Australien auf Platz 19 des Medaillenspiegels. Die Goldmedaille von Steven Bradbury im Shorttrack war die erste Goldmedaille für Australien bei Olympischen Winterspielen.

## Flaggenträger
Der Freestyle-Skifahrer Adrian Costa trug die Flagge Australiens während der Eröffnungsfeier im Rice-Eccles Stadium, bei der Schlussfeier wurde sie vom Goldmedaillengewinner Steven Bradbury getragen.
Siehe auch → Liste der Flaggenträger der australischen Mannschaften bei Olympischen Spielen

## Medaillengewinner

### Gold
| Name            | Sportart         | Wettkampf |
| --------------- | ---------------- | --------- |
| Alisa Camplin   | Freestyle-Skiing | Springen  |
| Steven Bradbury | Shorttrack       | 1000 m    |

## Übersicht der Teilnehmer

### Eiskunstlauf
Frauen, Einzel
- Stephanie Zhang
25. Platz

Männer, Einzel
- Anthony Liu
10. Platz

### Freestyle-Skiing
Frauen
- Jane Sexton
Buckelpiste: 25. Platz

- Lydia Ierodiaconou
Springen: 8. Platz

- Maria Despas
Buckelpiste: 21. Platz

- Manuela Berchtold
Buckelpiste: 27. Platz

- Alisa Camplin
Springen: Gold

Männer
- Trennon Paynter
Buckelpiste: 23. Platz

- Adrian Costa
Buckelpiste: 18. Platz

### Shorttrack
Männer
- Mark McNee
1000 m: 15. Platz
1500 m: 28. Platz

- Andrew McNee
500 m: 28. Platz
5000 m Staffel: 6. Platz

- Alex McEwan
5000 m Staffel: 6. Platz

- Stephen Lee
5000 m Staffel: 6. Platz

- Steven Bradbury
500 m: 14. Platz
1000 m: Gold 
1500 m: 10. Platz
5000 m Staffel: 6. Platz

### Ski Alpin
Frauen
- Zali Steggall
Slalom: Ausgeschieden

- Jenny Owens
Abfahrt: 29. Platz
Super-G: 29. Platz
Riesenslalom: Ausgeschieden
Kombination: 9. Platz

- Kathrin Nikolussi
Slalom: Ausgeschieden

- Jeannette Korten
Riesenslalom: Ausgeschieden
Slalom: 25. Platz

- Alice Jones
Abfahrt: 27. Platz
Super-G: Ausgeschieden
Kombination: 12. Platz

- Rowena Bright
Slalom: Ausgeschieden
Kombination: 24. Platz

Männer
- Brad Wall
Riesenslalom: 33. Platz

- Michael Dickson
Slalom: Ausgeschieden

- Craig Branch
Abfahrt: 45. Platz
Super-G: 27. Platz
Kombination: Ausgeschieden

- A. J. Bear
Abfahrt: 37. Platz
Super-G: Ausgeschieden
Kombination: Ausgeschieden

### Snowboard
Männer
- Zeke Steggall
Parallel-Riesenslalom: 26. Platz